# Guglielmo Agnelli
Fra Guglielmo Agnelli, född omkring 1235, död omkring 1310, var en italiensk skulptör.
Guglielmo var verksam i Pisa, och har stått i ett ännu okänt elev- eller medarbetarförhållande till Nicola Pisano. Bland de honom tillskrivna verken märks en relief i Kaiser Friedrich-Museum samt skulpturer i Orvietos och Pistoias kyrkor.